# HD 207129
HD 207129，又名CD-4713928、SAO 230846、HR 8323，是一個G型主序前星，屬於天鶴座，视星等为5.58，位于銀經350.88，銀緯-49.1，其B1900.0坐标为赤經21h 41m 45.6s，赤緯-47° -49.1′ 31″。
哈伯太空望遠鏡上的先進巡天照相機使用可見光拍攝了HD 207129周圍的岩屑盤，史匹哲太空望遠鏡上的多波段成像光度計則使用紅外線拍攝了這個岩屑盤。根據先進巡天照相機的圖片，這個岩屑盤的半徑約為163天文單位，寬度約為30天文單位。 